# تقویت‌کننده‌های توزیع‌شده
تقویت‌کننده‌های توزیع‌شده طراحی‌های مداری هستند که نظریه خط انتقال را درداخل طراحی تقویت‌کننده مرسوم ترکیب می‌کنند تا حاصل ضرب بهره در پهنای‌باند بیشتری نسبت به مدارهای متداول داشته باشند.

تقویت‌کننده موج-رونده N طبقه‌ای

## پیشینه
طراحی تقویت‌کننده‌های توزیع‌شده برای اولین بار توسط ویلیام اس. پرسیوال در سال ۱۹۳۶ فرموله شد. در آن سال پرسیوال طرحی را پیشنهاد داد که بوسیله آن می‌توان هدایت‌انتقالی لامپ خلأ منفرد را بصورت خطی و بدون داشتن ظرفیت خازنی عناصر آنها در ورودی و خروجی اضافه کرد، بنابراین به مداری می‌رسیم که حاصل ضرب بهره در پهنای‌باند بیشتری نسبت به یک لامپ تنها دست پیدا می‌کند. طراحی پرسیوال آگاهی گسترده‌ای کسب نکرد، تا اینکه در سال ۱۹۴۸ انتشاراتی در این باره توسط هیولت، گینزتون، جاسبرگ و نوء تألیف شد. در این مقاله بعدی‌ست که می‌توان اصطلاح تقویت‌کننده توزیع‌شده را جستجو کرد. به‌طور متداول، معماری طراحی دی‌ای با استفاده از فناوری لامپ خلأ محقق می‌شد.

## فناوری جاری
اخیراً، از فناوری‌های نیم‌رسانا III-V، مانند GaAsو InP استفاده شده‌است. این‌ها عملکردی عالی دارند که ناشی از نوارممنوعههای بالاتر (موبیلیتی الکترون بیشتر)، سرعت اشباع الکترون بالاتر، ولتاژهای شکست بالاتر و زیرلایه‌هایی با مقاومت بالاتر است. مورد دوم به در دسترس بودن قطعات غیرفعال یکپارچه با ضریب کیفیت بالاتر (ضریب-Q یا به‌طور ساده Q) در فناوری‌های نیم‌رسانا III-V کمک زیادی می‌کند.